# Косенівка
Косе́нівка — село в Україні, в Дмитрушківській сільській громаді Уманського району Черкаської області. Населення становить 1 089 осіб.

## Історія села
10 вересня 1917 року на сільському сході утворено Селянську спілку. Її очолив Архип Кікоть, а писарем став Яким Федоренко.
Під час Голодомору 1932—1933 років, тільки за офіційними даними, комуністи вбили голодом 1227 мешканців села. Корінний житель села Григорій Дерев'янко згадує знущання комуністів:
| Коли почали Голодомор, мені було 12 років. 1932 року до села прийшли ніким не прошені люди. Вони вривалися до осель та відбирали у мешканців села всі харчі, якими запасалися селяни на зиму, забирали худобу, птицю, грузили на підводи мішки з житом і ячменем. Усе! Все до останнього шматочка, до останньої зернинки... |
05.02.1965 Указом Президії Верховної Ради Української РСР передано Косенівську сільраду до складу Уманського району.
З 1991 року в селі українська влада.

## Відомі люди
В селі народилися:
- Пархоменко Никифор Михайлович (1919—1944) — старший сержант, учасник Другої світової війни, Герой Радянського Союзу (1944)[4].
- Дерев'янко Кузьма Миколайович — український радянський військовий діяч, 2 вересня 1945 року підписав Акт про капітуляцію Японії від імені Радянського Союзу, Герой України (2007), генерал-лейтенант.
- Звездогляд Віталій Вікторович (1992—2017) — старший солдат Збройних сил України, учасник російсько-української війни.
- Фіалко Ніна Іванівна (1943) — українська письменниця.

## Галерея

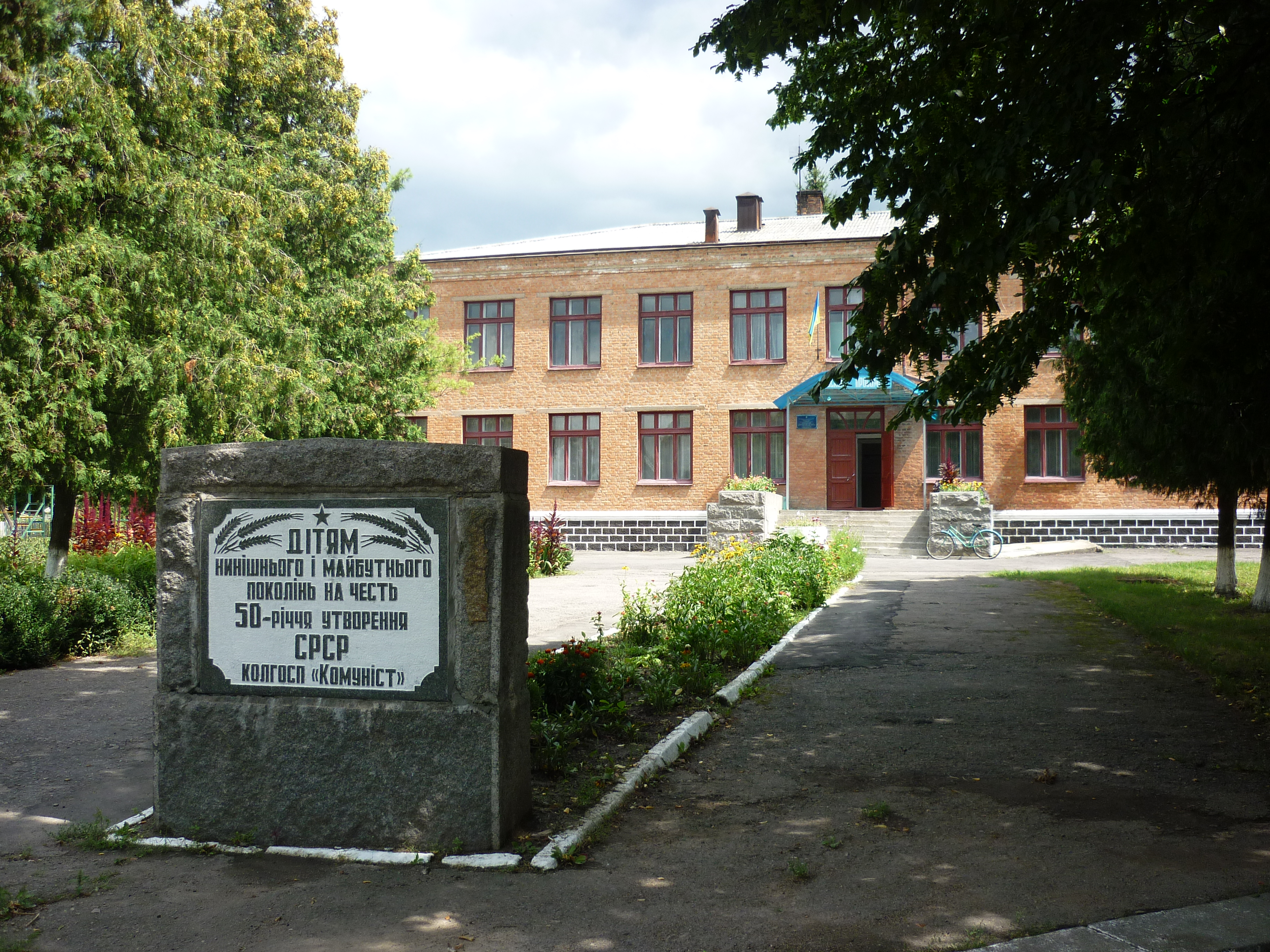
Школа
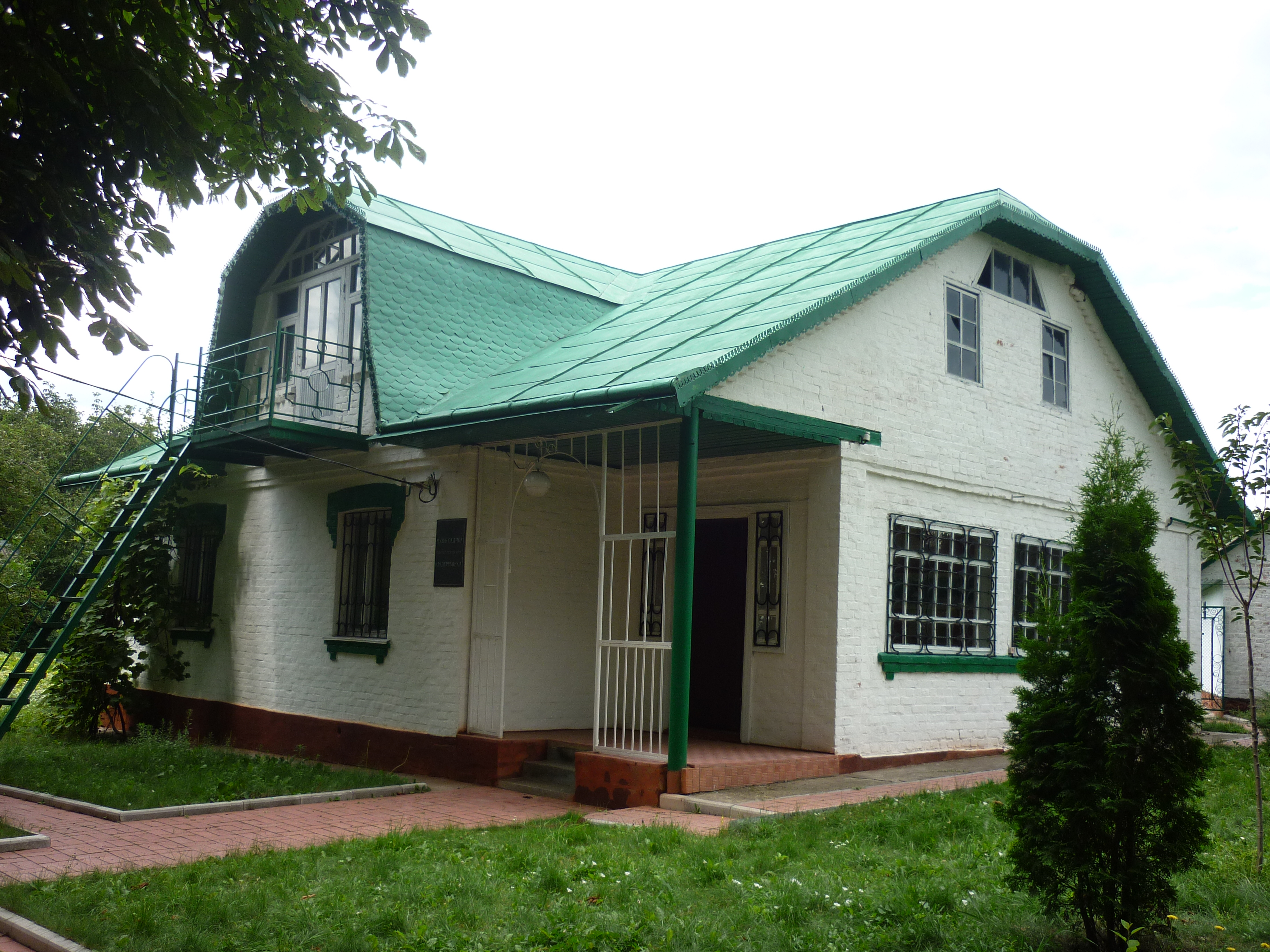
Музей-садиба Кузьми Дерев'янка
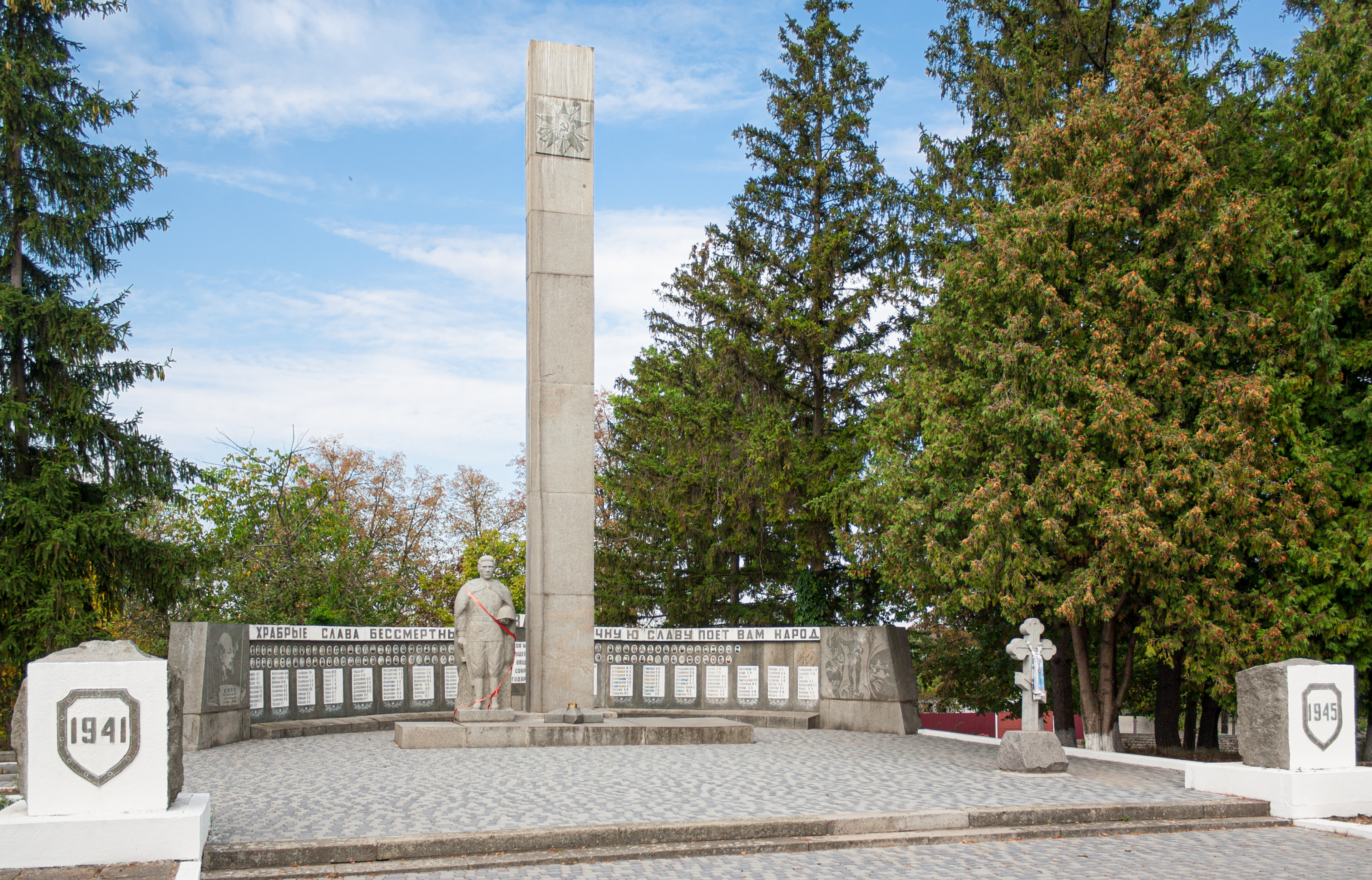
Пам'ятник воїнам-односельцям
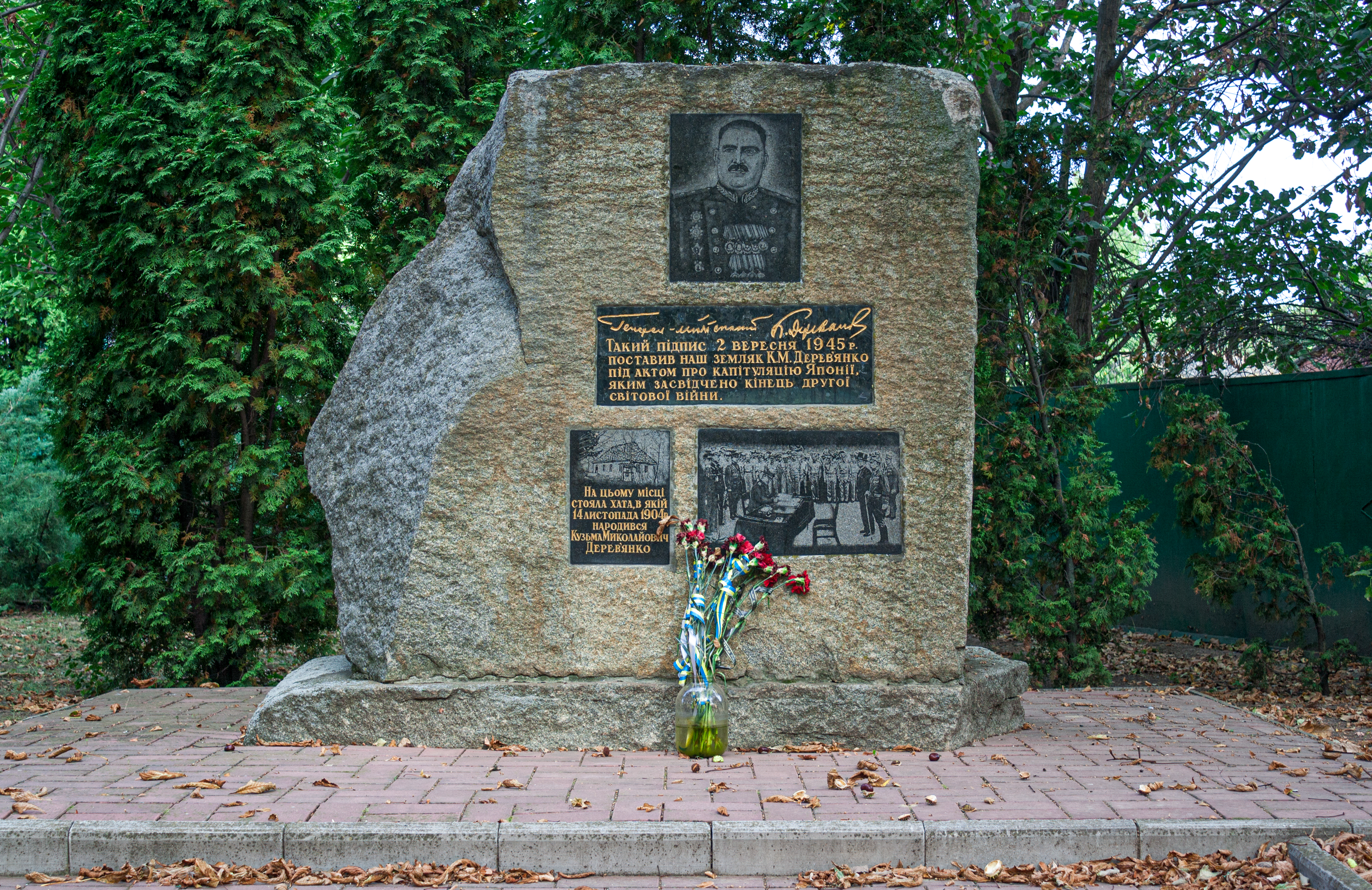
Пам'ятний знак К.М. Дерев'янку
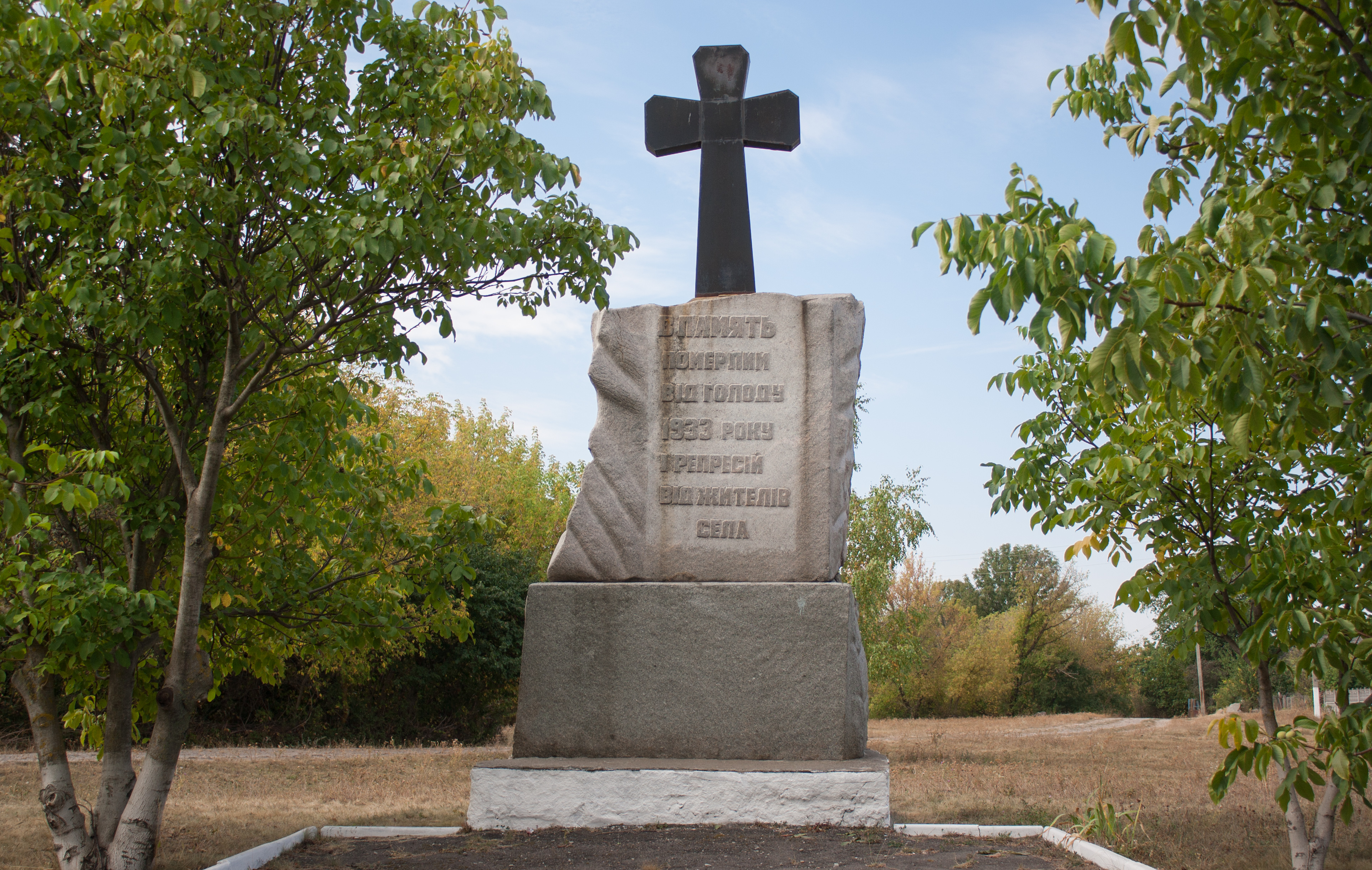
Пам'ятний знак жертвам Голодомору
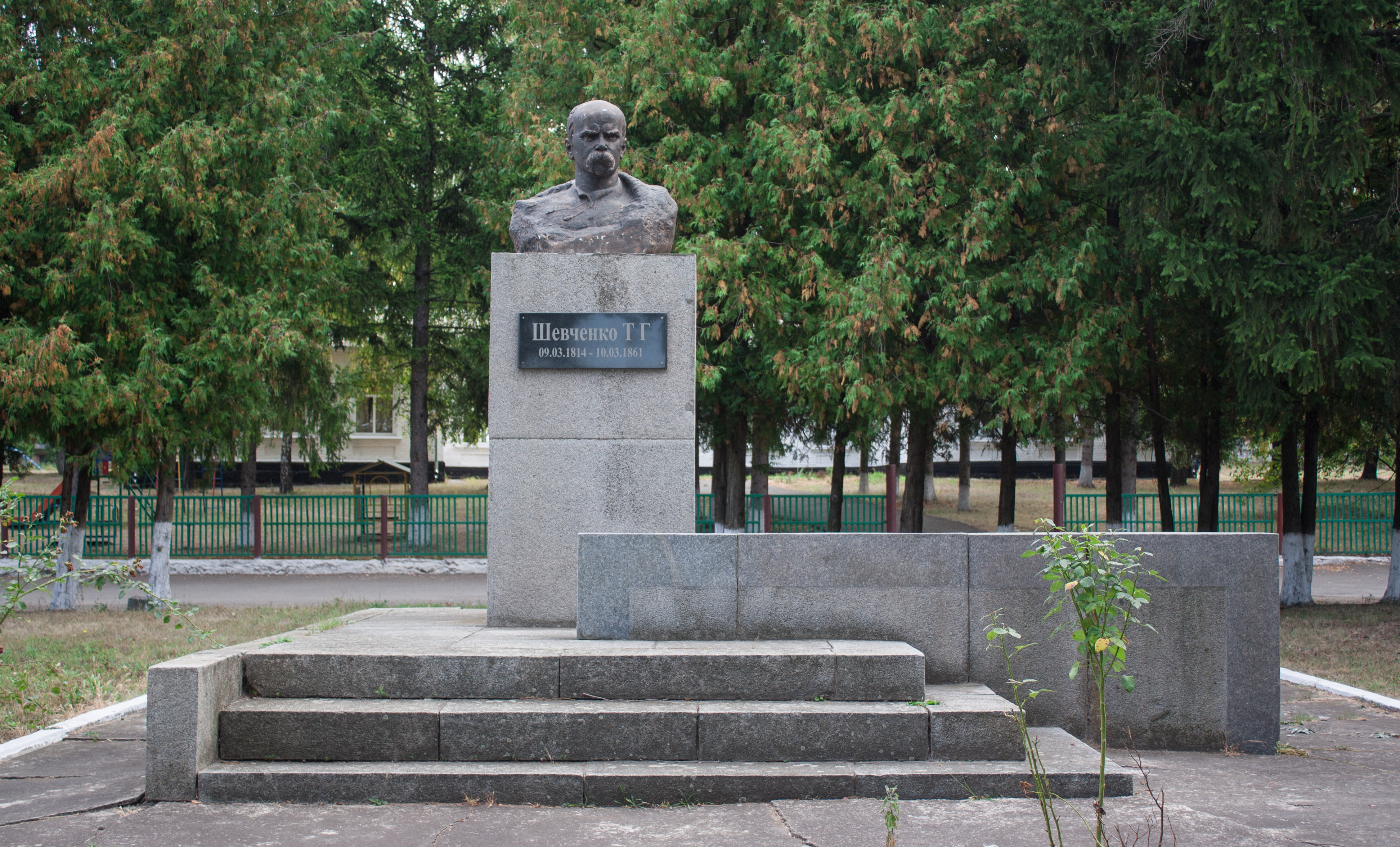
Пам'ятник Т.Г. Шевченку